# Anisopoda bupleuroides
Anisopoda bupleuroides är en flockblommig växtart som beskrevs av John Gilbert Baker. Anisopoda bupleuroides ingår i släktet Anisopoda och familjen flockblommiga växter. Inga underarter finns listade i Catalogue of Life.